# Dávid Gyula (zeneszerző)
Dávid Gyula (Kecskemét, 1913. május 6. – Budapest, 1977. március 14.) Kossuth-díjas (1952) és Erkel-díjas (1955) magyar zeneszerző. Dávid Károly építész testvére.

## Élete
Id. Dávid Károly építési nagyvállalkozó és Mészáros Anna Mária házasságából harmadik gyermekként született. (testvérei ifj. Dávid Károly építészmérnök és Dávid János cégvezető). Apai nagyszülei Dávid János és Albrecht Róza, anyai nagyszülei Mészáros Gyula kőműves és Sonnleitner Emília Mária.

## Tanulmányai
Zenélni, a polgári családoktól elvártak szerint, 5 éves korában kezdett. Hangszere kezdetben a hegedű volt, azonban így emlékszik vissza e korszakra: „már első tanárom Plán Jenő is megmondta, hogy csodagyerek nem lesz belőlem.” 15 éves korában kezdett autodidakta módon komponálni, majd még gimnazistaként Molnár Antalnál, a zeneelmélet és zeneoktatás egyik kiválóságánál kezdett zeneelméletet tanulni.
A Molnár Antalnál szerzett impulzusok mellett a Cisztercita Gimnázium ének és zeneóráinak volt kiemelkedő szerepe. Tanára a fiatal Rajeczky Benjamin ciszteri szerzetes volt, ”aki új levegőt hozott az iskola falai közé , és silány tandalocskák helyett megismertetett a gregorián korállal, a reneszánsz kórusirodalommal és Kodály akkor frissen komponált gyermekdalaival.” Rajeczky, aki a harmincas években Kodálynál tanult zeneszerzést, tanárként kórust, zenekart és cserkész-csapatot épített. Kórusából és zenekarából később többen is jelentős művészek lettek: Rősler Endre, Nádasdy Kálmán, Járdányi Pál, Sugár Rezső, Romhányi József, Dávid Gyula. A kórus és a zenekar együttműködéséből születtek azok a koncertek, melyeken először szólaltatták meg Bartók és Kodály zenekar kíséretes kórusműveit.
E nagyszerű emberrel, tanárral Dávid Gyula életre-szóló „apai” barátságot kötött. Ő celebrálta esküvőjét, lett első gyermekének keresztelő papja, egymást segítették a háború előtti és utáni nehéz években. Fontos szerepe volt abban, hogy Dávid Gyula Kodály Zoltán tanítványa lett a Zeneakadémián. Kodálynál 1933 és 1938 között végezte tanulmányait, s zeneszerzés stúdiumaival egy időben magas fokú hegedűtudásra is szert tett, mert párhuzamosan Rados Dezsőnél hegedülni is tanult, négy akadémiai osztályt végzett el.

## Népdalgyűjtés
Kodály ösztönzésére több száz magyar népdalt gyűjtött. Ezek közül kiemelkedő jelentőségű a Karádi-dalkincs felfedezése, amelyre támaszkodva Kodály 1934-ben elkészítette a férfikarra írt Karádi nóták című művét.
Vikár László az 50-es években átfogó dalgyűjtést és annak tudományos feldolgozását végezte, Dávid Gyula későbbi színházi- és komolyzenei műveiben e népdalok motívumai rendre felhangzanak.
Főiskolai éveiről írja: „Pénzkereseti okokból bejártam a zenei élet minden perifériáját a jazz zenekartól a kabarézenekarig”. Zenekritikusként dolgozott „Az Újság”-nál, kamarazenélt, katalógust készített a Rádió megbízására és Kodály ösztönzésére a Nemzeti Színház kottatárában.
E feltáró munkájának az 50-60-as években zenetörténeti-ideológiai jelentősége lett, amikor Kodály részvételével éppen az elméleti vita folyt, hogy vajon az Erkel Ferenc népszínműveiben használt zenei motívumok között vannak-e olyanok, amelyek népzenei eredetűek. Kodály e rendkívül ideologikus vitában Dávid Gyula Nemzeti Színházban folytatott gyűjtésére és feldolgozására hivatkozva érvelt Erkel Ferenc magyarsága mellett.

## Zene és színház
A Székesfővárosi Városi zenekarba tanulmányainak befejezése után került zenekari muzsikusként, brácsásként (1938-43), melyet 43-őszétől egyéves frontszolgálat szakított meg. „Különösebb tehetségem soha nem volt a hegedüléshez, de hát a brácsa a gyenge hegedűsök eldorádója volt. Azonban itt kerültem először kapcsolatba a magasabb rendű gyakorlati zenével, megismerkedtem a legkitűnőbb karmesterekkel Klemperertől Mengelbergig és Monteux-ig, megtanultam, hogyan keletkezik a szép zenekari hangzás.”
A pályára lépés e fontos tapasztalata mellett itt került kapcsolatba a színházzal, rendezőkkel, színészekkel, s a színházi zene világával. Életére meghatározó volt a Városi Színház ifjúsági előadásainak többségét rendező fiatal (akkoriban avantgárd) Major Tamással, és többnyire tőle kapta a színházi kísérőzenei megbízásokat. Már 1938-ban zenét írt az Ember tragédiájához, és többek között Csokonai Özvegy Karnyóné című, a háború után többször felújított előadásához.

## Színházi házi zeneszerző és zeneigazgató
A frontszolgálat utáni másfél háborús évet a Nemzeti Színház zenekari árkában vagy pincéjében töltötte, s 1945 februárjától 1950-ig a színház zeneigazgatójaként dolgozott, de 1960-ig megmaradt a Nemzeti Színház „házi zeneszerzőjének”.
1938 és 1960 között több mint száz színműhöz írt színpadi kísérőzenét.
A színház sajátos alkotóművészeti világa egész életére meghatározó erővel bírt. E sajátosság az alkotás gyorsaságában, a feladat mély átélésében, a színész életforma fölfokozottságában, a közönség elismeréséért való versengő küzdelemben, az előadások után megkönnyebbülés léhaságában jelenik meg. A színházban a jó zeneszerző alkalmazkodik, a rendező ötleteit, elképzeléseit ülteti át saját zenei nyelvére. A zene nemcsak az egész előadásnak, az előadott történetnek ad hangulatot, de hozzájárul a színészek sikeréhez, esetleg bukásához. A belépést előkészítő-kísérő zene, a megalkotott-felidézett zenei világ, a színész képességeihez-karakteréhez jól illeszkedő dal megalkotása megértést, érzékenységet és alkotó kreativitást igényel a zeneszerzőtől. Olyan zenét kell alkotni, úgy kell összeállítani a kicsi, 10-15 fős zenekart, hogy a hangzás megfelelően legyen „teátrális”.
1950-1952 között több magyar Honvéd Együttes művészeti-zenei vezetője volt, ő szervezte meg a zenekart és felkérte Vásárhelyi Zoltánt a kórus megszervezésére. 1952-ben a Belügyi Művészegyüttes zenekarának, kórusának, tánckarának megszervezésével, vezetésével bízták meg. E feladatai során, olykor erős ellenszélben is igyekezett érvényt szerezni a zenei jó ízlésnek, bő tere volt zenepedagógia érzékének.

## A tanár és mentor
1950 és 1960 között a Zeneművészeti Főiskola óraadó tanára volt. Ebben az időben fúvós kamarazenét, 1964 után vonós kamarazenét tanított.
Tanítványai elbeszélései szerint a hangsúlyt a zenére illetve a hangszerben rejlő technikai lehetőségek és a és a zene, a hangzás együttesére tette. Mindenekelőtt arra ösztönözte tanítványait, hogy értsék meg a művet, és ne rettenjenek vissza attól, hogy egyedi megértésük alapján interpretálják.
„A hangszerközpontú játékból akart bennünket kiemelni, hiszen kamarazene tanár volt. …emlékszem, egyszer Mozart szonátát játszottunk koncerten, s az előadás után nagyon elégedetlen volt. »Nem ezt akarom neked tanítani« – mondta… Akkoriban ugyanis a hangszeres órákon inkább technikai dolgokat tanultunk. Ő, mint kamarazene tanár rányitotta a fülünket a formára, stílusokra amiből rengeteget tanultunk.” (részlet a Szilvai Gézával készített interjúból)
Nem volt véletlen, hogy fúvós kamarazenét tanított, hiszen 1945-64 között színházi kísérőzenék tucatjait írta a Nemzeti Színház számára. Az előadásokhoz, a jó értelemben vett ripacskodáshoz, a fúvós hangzás dominanciája illett legjobban néhány vonóssal, ütőssel kiegészítve. Ráadásul a zenészek, gyakran nem az árokban, hanem a színpadon, „beöltözve” muzsikáltak. Ugyan Dávid Gyula hangszere, eredetileg a brácsa volt, de a színházban volt módja elmélyedni a fúvós hangzás rejtelmeiben. A színház arra is lehetőséget lehetőséget adott, hogy barátainak teret, munkalehetőséget adjon, mint például a nem sokkal korábban, 1947 alakult Budapesti fúvósötös esetében (alapító tagjai Jeney Zoltán – fuvola, Szeszler Tibor – oboa, Balassa György – klarinét, Ónozó János – kürt és Hara László – fagott). 1949-ben Dávid Gyula írta számukra az első fúvósötösét (magyar zeneszerzők közül elsőként írt fúvósötöst), amelyet még a Fúvóstrió, a Fuvola-zongora szonáta, I. és II. fúvósötös, s végül a Kürtverseny követett.
E darabok egyúttal tanári munkáját is segítették azzal, hogy figyelembe vették a diákok technikai és zenei felkészültségét, gyakorlásra és záróvizsgaként rendezett koncertekre is alkalmasak voltak.
E munka eredménye két „Fuvolaiskola” és egy „Fagott iskola” is.
Tanári-mentori érzékenységét, nyitottságát fejezte ki azzal, hogy komponistaként már a mű megírásának pillanatában gondolt az előadókra, azok művészi, hangszeres képességeire, legyenek ők akár növendékek, akár érett művészek.
Tanítványaiból alakult 1961-ben a Magyar fúvósötös.
„A háború után felnövekedett új, tehetséges és színvonalasan képzett fúvósgeneráció tagjai alapították 1961-ben. Elődjük és példaképük a sikeresen működő Budapesti fúvósötös volt. Pongrácz Péter, Kovács Béla és Fülemile Tibor Dávid Gyula zeneakadémiai kamarazene-óráin már sokat dolgoztak együtt, Mozarttól a kortárs komponistákig a legváltozatosabb korszakok és stílusok műveit szólaltatták meg.”
1950 és 1960 között a Liszt Ferenc Zeneművészeti Főiskola óraadó tanáraként fúvós kamarazenét tanított, amelyhez számos tanításra, gyakorlásra, előadásra alkalmas művet is irt.
1960-ban megelégelte, hogy nem nevezik ki rendes főiskolai tanárnak, s ezért felmondott a főiskolán. Ennek okai visszanyúlnak a 40-es évekre, a koncepciós perek idejére. Baloldali, kommunista barátait, ismerőseit ugyanis rendre perbe fogták, s tőle is akartak vallomásokat kicsikarni.
Dávid Gyula soha nem érdeklődött a politika iránt, azonban amikor az már az emberi létet, a jellemet, tisztességet is kétségbe vonta, akkor cselekvési kényszer ébred benne és segített. Így tette ezt az üldözött baloldaliakkal, kommunistákkal, zsidókkal a háború alatt és ugyanezen értékekhez tartotta magát, amikor a koncepciós perek alatt terhelő vallomásokat akartak kicsikarni belőle. 1957-ben, a forradalom után a hatalom sok művésznek ajánlott karriert, ha nyilvánosan elkötelezik magukat a Párt mellett, belépnek a pártba. Neki is felkínálták a Főiskolai Tanári kinevezést ennek fejében, de ő visszautasította. 1960-ban sikertelenül kérte kinevezését, s miután kérésének nem tettek eleget, felmondott. 1964-ben már ellenszolgáltatás nélkül kapott felkérést, igaz csak a főiskolához tartozó Bartók Béla konzervatóriumi tanári posztra, amelyet örömmel elfogadott. Így folytathatta a kamarazene-tanítást élete végéig.

## Brácsaversenye
Bemutató: 1951, Székesfővárosi Zenekar, szóló: Lukács Pál (vla.), karmester: Ferencsik János.

### I. tétel: Allegro
Szonátaforma. Lendületes zenekari bevezetés után a brácsa intonálja a főtémát, amely virtuóz futamokban, oktáv-menetekben és a zenekari kíséretében továbbszövődik. Zenekari közjáték után könnyed, játékos átvezető téma lüktet fel, ezt követi a lírai hangvételű melléktéma, amely előbb a zenekarban, majd a szóló brácsán szólal meg. A feldolgozási rész szubdominánson indul: a főtémát és a melléktémát variálja a szerző, modulációkkal, futamokkal, dinamikai ellentétek szembeállításával gazdagítva. A visszatérés csekély változtatások mellett azonos az expozícióval. A tételt rövid, lendületes kóda zárja le, amely a zenekari bevezető variált anyaga. Mind az első, mind a többi tételre jellemző, hogy a zenekar elsősorban a szólóhangszert kíséri és csak ritkán jut önálló szerephez.

### II. tétel: Adagio ma non troppo
A háromtagú dalformában írt tétel halk zenekari bevezetője után lágyan, éneklő dallam szólal meg a brácsán, és díszítésekkel, rövid kadenciákkal díszítve egy második h-moll témába olvad, amelyet a zenekar nyolcadoló mozgással kísér. A szólókadencia után alaphangnemben tér vissza a második téma, majd az első dallam a zenekarban tompán zúgó c-g-c üres akkordok felett hal el a brácsán.

### III. tétel: Vivace
A szonáta-rondó formában írt tétel robogó líd témával indul, és a dominánsra érkezik, amelyen újabb, virtuóz hatású táncos téma lép fel. Variált formában tér vissza a rondótéma és elvezet a játékos, népdalszerű melléktémához, amely könnyed és ellentétes hangulatú a száguldó rondótémával. Kadenciája lassú, a második tétel szélesen ívelő dallamainak változata. A kadencia visszavezet a rondótémára és minden témát megismétel még egyszer.
A művet külföldön is nagy sikerrel mutatták be, még a szerző életében is (Berlinben, Moszkvában, Bukarestben, Lipcsében)

## Concerto Grosso brácsára és vonószenekarra
(I. Allegro; II. Adagio; III. Vivace)
Az 1963-ban komponált concerto grosso technikája a tizenkétfokú szerkesztést követi, de formája a barokk előképekre utal. Barokkos hatást kelt az első tétel motorikusan lüktető ritmikája, valamint a szólóhangszer és az együttes váltakozó játéka is. A lassú tétel dallamos ariosója után élénk tempójú rondó következik, amelynek témáját a zeneszerző motivikusan variálva ismétli meg az egyes forma-szakaszokban.
A concerto grossót Dávid Gyula — a brácsaversenyhez hasonlóan — Lukács Pálnak ajánlotta, aki azt az 1963-as bemutatón Fejér György vezényletével adta elő.

## További jelentősebb művei
- Szimfónia (1948-as centenáriumi pályázaton díjat nyert)
- Balettzene (egy mesejátékhoz írt muzsika, szvit formájában mutatják be)már
- fúvóskvintett (1949)
- Zenekari dalok, Ady Endre és József Attila verseire
- Hegedűverseny (Az 1964—65-ben írt versenyművet 1966-ban Kovács Dénes mutatta be, Lukács Ervin vezényletével.)

## Kapcsolódó lapok
- Fót hátán fót, egy üngöm vót (Kodály Zoltánnal együtt gyűjtött népdal)